# Berrihane
Berrihane est une commune de la wilaya d'El Tarf en Algérie.